# Эзне (кантон)
Эзне (фр. Aizenay) — кантон во Франции, находится в регионе Пеи-де-ла-Луар, департамент Вандея. Входит в состав округа Ла-Рош-сюр-Йон.

## История
Кантон Эзне был создан в 1790 году в составе коммун Венансо и Эзне и просуществовал до 1801 года. Современный кантон Эзне образован в результате реформы 2015 года: в его состав вошли коммуны упраздненных кантонов Ле-Пуаре-сюр-Ви и Рошсервьер.
С 1 января 2016 года состав кантона изменился: коммуны Бельвиль-сюр-Ви и Салиньи образовали новую коммуну Бельвиньи; коммуны Мормезон, Сент-Андре-Трез-Вуа и Сен-Сюльрис-ле-Вердон — новую коммуну Монревер.

## Состав кантона с 1 января 2019 года
В состав кантона входят коммуны (население по данным Национального института статистики за 2019 г.):
- Бельвиньи (6 095 чел.)
- Бофу (1 514 чел.)
- Л′Эрбержеман (3 297 чел.)
- Ла-Женетуз (1 982 чел.)
- Ле-Люк-сюр-Булонь (3 522 чел.)
- Ле-Пуаре-сюр-Ви (8 596 чел.)
- Монревер (3 761 чел.)
- Рошсервьер (3 400 чел.)
- Сен-Дени-Ла-Шевас (2 376 чел.)
- Сен-Фильбер-де-Буэн (3 535 чел.)
- Эзне (9 881 чел.)

## Политика
На президентских выборах 2022 г. жители кантона отдали в 1-м туре Эмманюэлю Макрону 39,8 % голосов против 21,6 % у Марин Ле Пен и 14,5 % у Жана-Люка Меланшона; во 2-м туре в кантоне победил Макрон, получивший 65,8 % голосов. (2017 год. 1 тур: Эмманюэль Макрон – 27,2 %, Франсуа Фийон – 24,2 %, Марин Ле Пен – 17,6 %, Жан-Люк Меланшон – 15,6 %; 2 тур: Макрон – 72,9 %. 2012 год. 1 тур: Николя Саркози — 31,6 %, Франсуа Олланд — 24,7 %, Марин Ле Пен — 14,4 %; 2 тур: Саркози — 54,6 %).
С 2015 года кантон в Совете департамента Вандея представляют бывший мэр коммуны Рошсервьер, президент Совета Ален Лебёф (Alain Lebœuf) (Республиканцы) и мэр коммуны Сен-Дени-Ла-Шевас Мирей Эрмуэ (Mireille Hermouet) (Разные правые).
|                | Кандидаты                      | Партия                   | Первый тур | Первый тур     | Второй тур | Второй тур |
| Кол-во голосов | Кандидаты                      | Партия                   | % голосов  | Кол-во голосов | % голосов  |            |
| -------------- | ------------------------------ | ------------------------ | ---------- | -------------- | ---------- | ---------- |
|                | Ален Лебёф Мирей Эрмуэ         | Правый блок              | 6 895      | 63,97          | 7 857      | 76,42      |
|                | Селин Жослон Кристоф Тураншо   | Коммунистическая партия  | 1 817      | 16,86          | 2 424      | 23,58      |
|                | Димитри Жофруа Элизабет Мармен | Национальное объединение | 1 250      | 11,60          |            |            |
|                | Иван Амар Анник Лебатар        | Вперёд, Республика!      | 816        | 7,57           |            |            |

|                | Кандидаты                           | Партия                  | Первый тур | Первый тур |
| Кол-во голосов | Кандидаты                           | Партия                  | % голосов  |            |
| -------------- | ----------------------------------- | ----------------------- | ---------- | ---------- |
|                | Ален Лебёф Мирей Эрмуэ              | Правый блок             | 8 644      | 52,76      |
|                | Патрис-Анри Кеффелек Бландин Сеньор | Национальный фронт      | 3 530      | 21,55      |
|                | Жоэль Бланшар Жану Мате-Пивто       | Европа Экология Зелёные | 3 002      | 18,32      |
|                | Шанталь Дуже Жюльен Розе            | Левый фронт             | 1 207      | 7,37       |